# Đại hội Thể thao Người khuyết tật Đông Nam Á 2023
Đại hội Thể thao Người khuyết tật Đông Nam Á 2023, tên chính thức là Đại hội Thể thao Người khuyết tật Đông Nam Á lần thứ XII, và thường được gọi là Campuchia 2023, là sự kiện thể thao đa môn tại Đông Nam Á được tổ chức hai năm một lần dành cho các vận động viên là người khuyết tật, dự kiến được tổ chức từ ngày 3 đến ngày 9 tháng 6 năm 2023 tại Phnôm Pênh, Campuchia. Đây là lần đầu tiên Campuchia đăng cai ASEAN Para Games. Được tổ chức theo truyền thống của ASEAN Para Games dưới sự quản lý của Liên đoàn Thể thao Người khuyết tật ASEAN (APSF).

## Chuẩn bị

### Bán vé
Ngày 31 tháng 3 năm 2023, ban tổ chức của nước chủ nhà thông báo mở cửa tự do cho toàn bộ khán giả đến theo dõi các nội dung thi đấu tại SEA Games 32 và ASEAN Para Games 12, kể cả lễ khai mạc và bế mạc.Trước đó, nước này đã lên kế hoạch bán vé cho sự kiện với mức giá dao động từ 25 đến 50$. Thủ tướng Campuchia Hun Sen phản đối việc bán vé vào cửa ở SEA Games sắp tới và lo ngại việc này sẽ ảnh hưởng đến thành công mà nước này theo đuổi khi đăng cai Đại hội.
Việc đăng ký vé được thực hiện thông qua ứng dụng riêng của ban tổ chức. Ban tổ chức sau đó sẽ tiến hành trả vé cho người hâm mộ tại các địa điểm thi đấu và một số địa điểm khác được chỉ định.

### Tình nguyện viên
Khoảng 6.000 tình nguyện viên đã được lựa chọn để phục vụ cho SEA Games 32, sau thông báo tuyển tình nghuyện viên của Ủy ban tình nguyện quốc gia của CAMSOC vào đầu năm.

### Rước đuốc
Ngày 21 tháng 3 năm 2023, Quốc vương Norodom Sihamoni đã thực hiện nghi lễ thắp đuốc bằng ngọn lửa bí mật và truyền lửa cho ngọn đuốc tại Angkor Wat. Cuộc rước đuốc cho SEA Games 32 được khởi động vào ngày 24 tháng 3 năm 2023 tại Hà Nội, Việt Nam và sẽ đi qua khắp các quốc gia Đông Nam Á trước khi trở lại Campuchia vào ngày 28 tháng 4. Sau đó, ngọn đuốc sẽ tiếp tục được rước vòng quanh các địa điểm tại Campuchia và kết thúc tại sân vận động quốc gia Morodok Techo ngày 5 tháng 5, ngày diễn ra lễ khai mạc.
Ngọn đuốc cao 75 cm và nặng khoảng hơn 1 kg. Đỉnh của ngọn đuốc được thiết kế để phản chiếu biểu tượng của Romdoul, quốc hoa của Vương quốc Campuchia và được mạ vàng để thể hiện rằng Vương quốc Campuchia và người dân đã vươn lên dẫn đầu. Thiết kế trên tay cầm của ngọn đuốc chứa nhiều Kbach Chan được kết nối với nhau để biểu thị sự đoàn kết trong việc đạt được hòa bình và thành công cho đất nước và cộng đồng Đông Nam Á.
| 24 tháng 3 01. Việt Nam 27 tháng 3 02. Philippines 1 tháng 4 03. Indonesia | 4 tháng 4 04. Đông Timor 11 tháng 4 05. Malaysia 15 tháng 4 06. Singapore | 17 tháng 4 07. Thái Lan 21 tháng 4 08. Myanmar 25 tháng 4 09. Lào |

## Đại hội

#### Địa điểm thi đấu
| Địa điểm                                     | Nội dung                          |
| -------------------------------------------- | --------------------------------- |
| Khu liên hợp thể thao quốc gia Morodok Techo |                                   |
| Sân vận động Quốc gia Morodok Techo          | Lễ khai mạc, Lễ bế mạc, Điền kinh |
| Trung tâm Thể thao dưới nước Quốc gia        | Bơi                               |
| Nhà thi đấu Cầu lông                         | Cầu lông                          |
| Nhà thi đấu bóng rổ                          | Boccia                            |
| Nhà thi đấu Elephant 1                       | Bóng chuyền ngồi                  |
| Nhà thi đấu Elephant 2                       | Bóng rổ xe lăn                    |
| Sân vận động Khúc côn cầu                    | Bóng đá cho người bại não         |
| Nhà thi đấu Bóng bàn                         | Bóng bàn                          |
| Các địa điểm khác ở Phnom Penh               |                                   |
| Khách sạn Nagaworld 2                        | Thể thao điện tử                  |
| Hội trường Ủy ban Paralympic Quốc gia        | Cử tạ                             |
| Hội trường trong nhà Olympic                 | Goalball                          |
| Sân vận động Olympic                         | Bóng đá cho người khiếm thị       |
| Đại học Hoàng gia Phnôm Pênh                 | Cờ                                |

### Các quốc gia tham dự
Tất cả 11 thành viên của Liên đoàn Thể thao Người khuyết tật Đông Nam Á (APSF) dự kiến sẽ tham gia Đại hội Thể thao Người khuyết tật Đông Nam Á 2023.
Liên đoàn Thể thao Người khuyết tật Đông Nam Á (APSF)
- Brunei
- Campuchia (317) (Nước chủ nhà)
- Indonesia
- Lào
- Malaysia
- Myanmar
- Philippines (174)
- Singapore
- Thái Lan
- Timor Leste
- Việt Nam (117)

### Các môn thể thao
Liên đoàn Thể thao Người khuyết tật ASEAN và Ủy ban Tổ chức Đại hội Thể thao Người khuyết tật ASEAN của Campuchia (CAMAPGOC) vào ngày 29 tháng 7 năm 2022 đã thống nhất về 12 môn thể thao ban đầu cho Đại hội trong một cuộc họp được tổ chức tại Surakarta, Indonesia. Cuối cùng, Ban tổ chức của ASEAN Para Games đã ấn định sẽ tổ chức thêm 2 môn thể thao là Bóng đá cho người bại não và Thể thao điện tử (môn thể thao được đưa vào để thử nghiệm)
- Boccia

- Bóng rổ xe lăn

- Bóng chuyền ngồi

- Bơi lội

- Bóng bàn

- Bóng đá cho người khiếm thị

- Bóng đá cho người bại não

- Cờ vua

- Cử tạ

- Cầu lông

- Điền kinh

- Goalball

- Judo

### Nội dung biểu diễn
- Thể thao điện tử

### Lịch thi đấu
| OC | Lễ khai mạc | ● | Nội dung thi đấu | 1 | Nội dung huy chương | CC | Lễ bế mạc |

|                             |                             | Tháng 6 | Tháng 6 | Tháng 6 | Tháng 6 | Tháng 6 | Tháng 6 | Tháng 6 | Tháng 6 | Nội dung |
| T6 2                        | T7 3                        | CN 4    | T2 5    | T3 6    | T4 7    | T5 8    | T6 9    |         |         | Nội dung |
| --------------------------- | --------------------------- | ------- | ------- | ------- | ------- | ------- | ------- | ------- | ------- | -------- |
| Nghi lễ                     | Nghi lễ                     |         | OC      |         |         |         |         |         | CC      |          |
| Điền kinh                   | Điền kinh                   |         |         | 19      |         |         |         |         |         | '        |
| Cầu lông                    | Cầu lông                    |         | ●       | ●       | ●       | ●       | ●       | ●       |         | '        |
| Boccia                      | Boccia                      |         |         | ●       | ●       | ●       | ●       | ●       |         | '        |
| Cờ                          | Cờ                          |         | ●       | ●       | ●       | ●       | ●       | ●       |         | '        |
| Bóng đá cho người khiếm thị | Bóng đá cho người khiếm thị |         |         | ●       | ●       | ●       | ●       | 1       |         | '        |
| Bóng đá cho người bại não   | Bóng đá cho người bại não   |         |         | ●       | ●       | ●       | ●       | 1       |         | 1        |
| Goalball                    | Goalball                    |         |         | ●       | ●       | ●       | ●       | 2       |         | 2        |
| Judo                        | Judo                        |         |         | ●       | ●       | ●       | ●       | ●       |         | '        |
| Cử tạ                       | Cử tạ                       |         |         | ●       | ●       | ●       | ●       |         |         | '        |
| Bơi                         | Bơi                         |         |         | ●       | ●       | ●       | ●       | ●       |         | '        |
| Bóng bàn                    | Bóng bàn                    |         |         | ●       | ●       | ●       | ●       | ●       |         | '        |
| Bóng chuyền ngồi            | Bóng chuyền ngồi            |         |         | ●       | ●       | ●       | ●       | ●       |         | '        |
| Bóng rổ xe lăn              | Bóng rổ xe lăn              | ●       | 2       | ●       | ●       | ●       | 2       |         |         | 4        |
| Nội dung biểu diễn          |                             |         |         |         |         |         |         |         |         |          |
| Thể thao điện tử            | Thể thao điện tử            |         |         | ●       | ●       | ●       | ●       | ●       |         | '        |

1. ↑  Thông tin được lấy từ trang cambodia2023.com

## Bảng tổng sắp huy chương
| Hạng                | Đoàn                | Vàng | Bạc | Đồng | Tổng số |
| ------------------- | ------------------- | ---- | --- | ---- | ------- |
| 1                   | Indonesia (INA)     | 159  | 148 | 94   | 401     |
| 2                   | Thái Lan (THA)      | 126  | 110 | 92   | 328     |
| 3                   | Việt Nam (VIE)      | 66   | 58  | 77   | 201     |
| 4                   | Malaysia (MAS)      | 50   | 38  | 35   | 123     |
| 5                   | Philippines (PHI)   | 33   | 33  | 50   | 116     |
| 6                   | Myanmar (MYA)       | 15   | 23  | 19   | 57      |
| 7                   | Singapore (SIN)     | 12   | 15  | 17   | 44      |
| 8                   | Campuchia (CAM)     | 9    | 18  | 43   | 70      |
| 9                   | Brunei (BRU)        | 3    | 3   | 2    | 8       |
| 10                  | Đông Timor (TLS)    | 2    | 0   | 5    | 7       |
| 11                  | Lào (LAO)           | 0    | 2   | 9    | 11      |
| Tổng số (11 đơn vị) | Tổng số (11 đơn vị) | 475  | 448 | 443  | 1366    |

## Tiếp thị

### Thương hiệu
Biểu trưng và khẩu hiệu chính thức cho Đại hội Thể thao Đông Nam Á 2023 được quyết định vào ngày 2 tháng 7 năm 2020 và chính thức ra mắt vào ngày 7 tháng 8. Một cuộc thi thiết kế linh vật được tổ chức năm 2019 dành cho công dân Campuchia từ 15 tuổi trở lên, yêu cầu thí sinh thể hiện dựa trên hình tượng chú thỏ ngộ nghĩnh và phản ánh văn hóa Campuchia.

#### Bài hát chủ đề
"Cambodian Pride" (tiếng Khmer: ស្រលាញ់អ្វីដែលខ្មែរមាន; phát âm tiếng Khmer: [sralanh avei del khmer mean]; tiếng Việt: "Niềm tự hào Campuchia") được chọn làm bài hát chính thức của Đại hội lần này. Ca khúc do Chet Tengrith sản xuất và được bốn ca sĩ Preap Sovath, Khemarak Sereymun, Khem và Ton Chanseyma thể hiện, là phiên bản làm lại của ca khúc cùng tên ra mắt vào năm 2022. Bản video âm nhạc của ca khúc với độ dài 4 phút 17 giây được CAM-POP Galaxy Navatra phát hành trên YouTube vào ngày 10 tháng 4 năm 2023.

#### Biểu trưng
Biểu trưng của SEA Games 32 là hình ảnh ngôi đền Angkor Wat lung linh dát vàng phía trên. Phần giữa là biểu tượng chính thức của Liên đoàn Thể thao Đông Nam Á còn phía dưới là 4 con rắn thần naga đỏ, vàng, lam và lục cuốn phần đuôi xoắn lại vào nhau, thể hiện tình cảm gắn bó giữa các dân tộc Đông Nam Á.

#### Linh vật

Hai chú thỏ Borey và Rumduol, linh vật của SEA Games 2023

Các linh vật chính thức của Đại hội Thể thao Đông Nam Á 2023 là thỏ đực có tên Borey (បូរី) và thỏ cái có tên Rumduol (រំដួល). Hai linh vật được lấy cảm hứng từ Sophea Tonsay, nhân vật thỏ trong truyện dân gian của người Khmer. Sophea Tonsay có tính cách hiền lành, thông minh, đáng yêu, được nhiều trẻ em yêu thích. Cả 2 đều được thiết kế trong trang phục truyền thống của người Khmer; bao gồm dải ruy băng buộc đầu có hình quốc kỳ Campuchia, tay đeo pra jiad (thường dùng trong võ Muay Thái hay bokator). Thỏ đực Borey mặc bộ màu xanh dương còn thỏ cái Rumduol mặc bộ đỏ. Borey tay trái cầm ngọn đuốc tượng trưng cho sự mạnh mẽ, thông minh, chính trực, quyết tâm giành vinh quang trong khi Rumduol hai tay chắp trước ngực chào tượng trưng cho sự lạc quan, mến khách.  Đỏ và xanh cũng là hai màu có trên quốc kỳ Campuchia.

#### Khẩu hiệu
"Thể thao: Sống trong hòa bình" (tiếng Anh: Sports: Live in peace, tiếng Khmer: កីឡារស់នៅក្នុងសន្តិភាព, phát âm tiếng Khmer: [keila rsanow knong santiphap]) được chọn làm khẩu hiệu chính thức cho kỳ đại hội này.

### Tài trợ
| Tài trợ Đại hội Thể thao Đông Nam Á 2023 | Tài trợ Đại hội Thể thao Đông Nam Á 2023                                                            |
| Hạng                                     | Nhà tài trợ                                                                                         |
| ---------------------------------------- | --------------------------------------------------------------------------------------------------- |
| Độc quyền                                | ABA Bank, AIA Cambodia, Cellcard, Eau Kulen, Vattanac Brewery                                       |
| Premium                                  | Ajinomoto, Cambodia Airways, Anchor, Coca Cola, FBT, TikTok, Ezecom                                 |
| Đối tác                                  | AEON, Charoen Pokphand Foods, Decathlon, Động Lực, Legend Cinema, NagaCorp, Nestlé (Milo), Unilever |